# Bydalen, Åre kommun
För andra betydelser, se Bydalen.

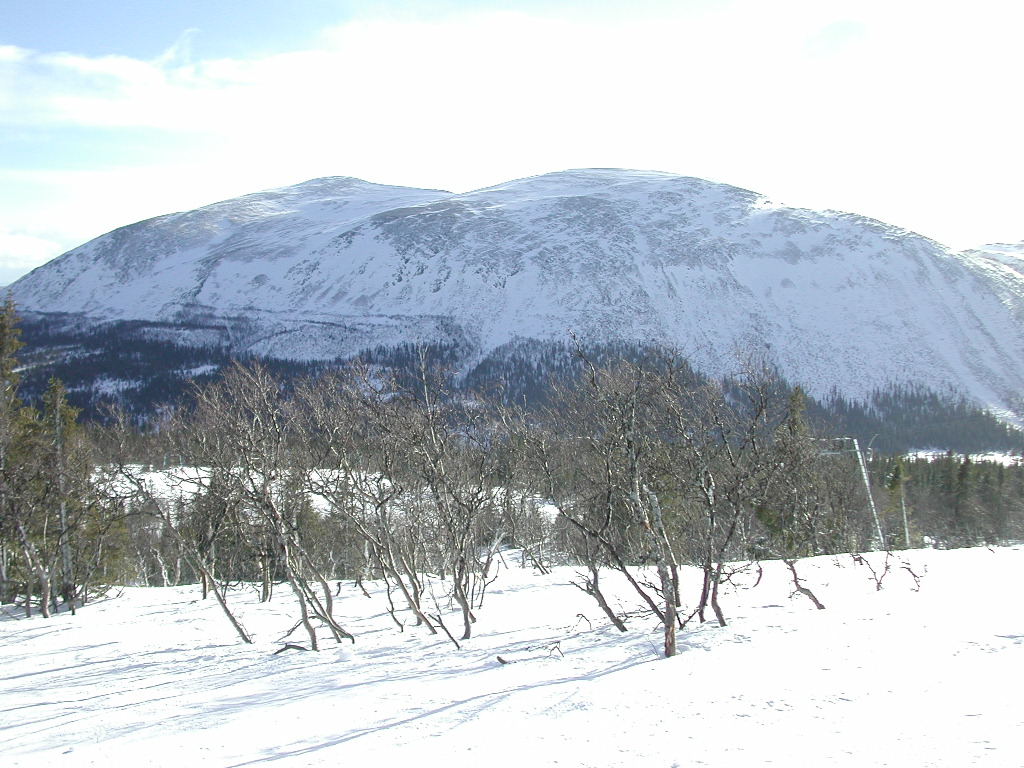
Dromfjället sett från Västfjället.

Bydalen är en vintersportort i Oviksfjällen, Hallens socken i Åre kommun, Jämtland. Själva dalområdet är beläget mellan Västfjället och Drommassivet. Tillsammans med Höglekardalen och Gräftåvallen ingår Bydalen i turistdestinationen Bydalsfjällen, med totalt 55 pister och 17 släpliftar. Från Höglekardalen finns ett antal vandringsleder, bland annat leden mot Hosjöbottens sameviste, som tillhör Tossåsens sameby.
De första turisterna kom till Bydalen i slutet på 1800-talet med häst och vagn till fäboden vid Dalsjön, som fortfarande finns kvar som sommaraktivitet. År 1937 byggdes Bydalens Wärdshus, och på 1930-talet startades Sveriges första skidskola av österrikaren Edmund Birkl vars son driver den idag.
I Bydalen pågår en omfattande utveckling av främst tätorten. Sedan 2002 drivs turistanläggningen delvis av egen vindkraft, med ett 45 meter högt vindkraftverk på 750 kilowatt på toppen av Västfjället.